# Ceraeochrysa cubana
Ceraeochrysa cubana is een insect uit de familie van de gaasvliegen (Chrysopidae), die tot de orde netvleugeligen (Neuroptera) behoort. 
Ceraeochrysa cubana is voor het eerst wetenschappelijk beschreven door Hagen in 1861.